# Папський університет Святого Хреста
Папський університет Святого Хреста (лат. Pontificia Universitas Sanctae Crucis / PUSC) — папський університет у Римі. Офіційно заснований декретом від 9 січня 1990 року і доручений Прелатурі Святого Хреста і Opus Dei — його великим канцлером є прелат Opus Dei.

## Історія
Папський університет Святого Хреста виник з ініціативи Хосемарії Ескріви де Балаґера, котрий хотів створити в Римі університетський центр досліджень і підготовки в галузі церковних наук. Його наступник на чолі Opus Dei, Альваро дель Портільо, отримавши необхідні дозволи від Святого Престолу, здійснив цей задум у 1984/85 навчальному році, відкривши Римський академічний центр Святого Хреста, а в 1986 році було відкрито Вищий інститут релігійних наук, що входить до складу богословського факультету. 9 січня 1990 року декретом Конгрегації католицької освіти тодішній Римський академічний центр Святого Хреста був перетворений на Римський Атенеум Святого Хреста, а 15 липня 1998 року він став Папським університетом Святого Хреста.

## Структура
Папський університет Святого Хреста складається з факультетів:
- Соціальних комунікацій
- Канонічного права
- Філософії
- Богослов'я

Університет розташований в Римі на площі Сант-Аполлінаре, в будівлі колишньої Німецько-угорської колегії, а бібліотека розташована на вулиці Віа-дей-Фарнезі.

## Видавнича справа
Видання університету публікуються у видавництво Edizioni Santa Croce, більш відомому під акронімами ESC або EDUSC. Наукові часописи університету: «Annales Theologici», «Ius Ecclesiae», «Acta Philosophica».

## Ректори
- Іньясіо Карраско де Пауля (1984—1994)
- Луїс Клавелль (1994—2002)
- Маріано Фаціо (2002—2008)
- Луїс Ромера Оньяте (2008—2016)
- Луїс Наварро (з 2016 року)